# Guzikowcy
Guzikowcy (cz. Knoflíkáři) – czeski komediodramat (według innych klasyfikacji czarna komedia) z 1997 roku, w reżyserii Petra Zelenki. Został nagrodzony czterema Czeskimi Lwami, w tym za najlepszy film, scenariusz i reżyserię. 

## Opis fabuły
Film składa się z sześciu wątków opowiadających odrębne historie, które jednak zazębiają się w miarę rozwoju akcji. Pierwsza dzieje się w Japonii w 1945 roku. Opowiada o amerykańskich pilotach mających zrzucić bombę atomową na miasto Kokura, którzy ze względu na złą pogodę w ostatniej chwili otrzymują dyspozycję zmiany celu na Hiroszimę. W tym samym czasie nieświadomi niczego trzej mieszkańcy Kokury toczą dysputę nad tym, iż język japoński pozbawiony jest przekleństw. Głównym bohaterem drugiej opowieści jest taksówkarz jeżdżący na nocnej zmianie po ulicach Pragi i spotykający dość oryginalnych klientów. Najpierw wiezie parę ludzi, którzy mogą uprawiać seks tylko podczas jazdy samochodem. Później wsiada do niego mężczyzna chcący nakryć żonę „na gorącym uczynku” na zdradzie.
Trzeci wątek opowiada o parze narzeczonych tuż przed ślubem, którzy (jak sądzą) są świadkami samobójstwa na torach. Po upojnej nocy w klubie zderzają się na drodze z pewnym pedantycznym psychiatrą. W czwartej części poznajemy rodziców owych narzeczonych, którzy umówili się na spotkanie, aby poznać się, zanim ich dzieci się pobiorą. Bohaterem piątego wątku jest domniemany samobójca z części trzeciej, który okazuje się gnębionym przez żonę bezrobotnym, kładącym się pod pociąg w celu plucia na niego, ale w sposób niezagrażający jego życiu. W szóstej części cztery dziewczynki bawiąc się w seans spirytystyczny wywołują ducha amerykańskiego lotnika, który zrzucił bombę na Hiroszimę. 

## Obsada
- Seisuka Tsukahara jako Japończyk w okularach
- Motohiro Hosoya jako Japończyk z brodą
- Junzo Inokuchi jako młody Japończyk
- David Charap jako Pierwszy pilot
- Richard Toth jako Drugi pilot
- František Černý jako Taksówkarz
- Vladimír Dlouhý jako Psychiatra
- David Černý jako Chłopak
- Olga Dabrowská jako Dziewczyna
- Jiří Kodet jako Gospodarz
- Inka Brendlová jako Gospodyni
- Bořivoj Navrátil jako Jiří
- Alena Procházková jako Marta
- Rudolf Hrušínský młodszy jako Vrana
- Eva Holubová jako żona Vrany
- Pavel Zajíček jako prezenter Radia 1
- Miroslav Wanek jako muzyk

i inni

## Nagrody
- Czeskie Lwy
  - Najlepszy film
  - Najlepsza reżyseria
  - Najlepszy scenariusz
  - Najlepszy aktor drugoplanowy (Jiří Kodet)
  - nominacje: najlepszy aktor pierwszoplanowy (Rudolf Hrušínský młodszy), najlepsza aktorka pierwszoplanowa (Eva Holubová), najlepszy dźwięk

## Dystrybucja w Polsce
Film trafił do polskich kin 30 września 2005 roku, prawie osiem lat po swojej premierze w Czechach, na fali zainteresowania czeskim kinem, jaka przetaczała się wówczas wśród polskiej publiczności. Choć został wyprodukowany w 1997 roku, został nominowany do Polskiej Nagrody Filmowej za rok 2005 (w kategorii najlepszy film europejski), ponieważ decydująca była tu data polskiej premiery. Obecnie jest także dostępny na polskim rynku na DVD.